# Càmera rèflex

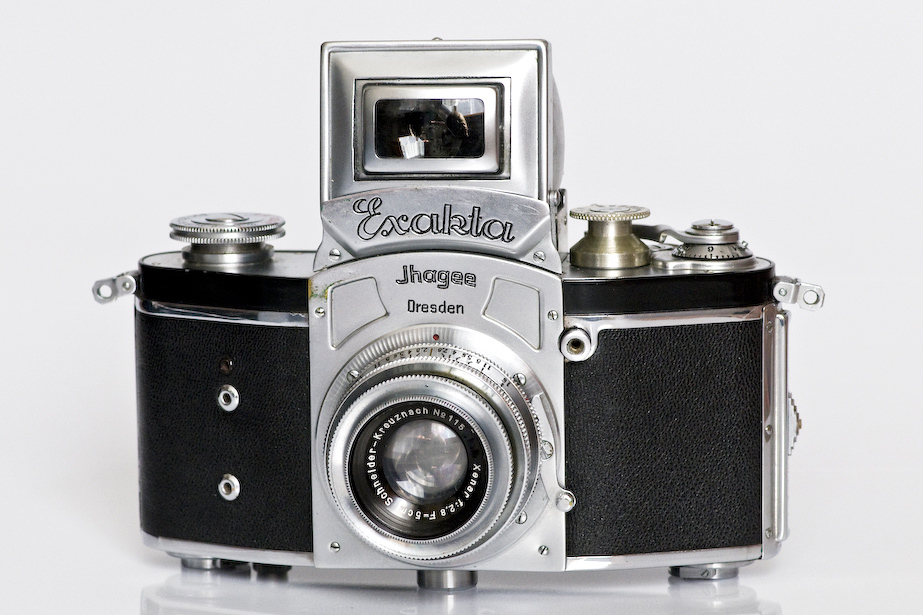
Ihagee Exakta càmera de 1938

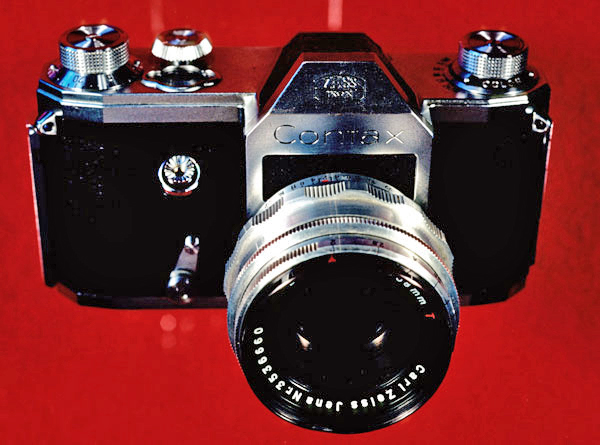
La històrica Contax de 1949, la primera càmera de pentaprisma SLR

Una càmera rèflex és una càmera fotogràfica en què la imatge recollida per l'objectiu és reflectida en un mirall per portar-la a un visor (mitjançant un pentaprisma) o, antigament, a un vidre d'enfocament, d'una manera que la imatge observada pel fotògraf sigui pràcticament idèntica a la que recollirà la pel·lícula o sensor.
Les càmeres rèflex són les més versàtils per als aficionats. Estan construïts de manera que els objectius es poden canviar fàcilment i s'hi poden afegir una sèrie d'accessoris de tota mena. Són més aviat compactes i d'un preu moderat.
La càmera rèflex amb objectius intercanviables, comença la seva carrera el 1936 amb el sistema Exakta de la firma alemanya Ihagee de Dresden, que per primera vegada ofereix als aficionats un equip de prestacions professionals.

## Funcionament

Funcionament d'una càmera réflex quan no s'està prenent una imatge

L'element més important és el mirall abatible, que regula el camí que segueix la llum a l'interior de la càmera. La llum entra constantment per l'objectiu, però mentre que no fem la fotografia, aquest mirall es manté abaix amb una inclinació de 45°. Gràcies a aquesta inclinació, la llum és desviada fins al pentaprisme, que al seu torn reflecteix la llum fins al visor, on el fotògraf pot mirar la composició de la imatge. Als visor també apareixen, segons el model, alguns paràmetres de la càmera, tals com la velocitat d'obturació, l'obertura del diafragma o el punt d'enfocament. Així funciona la càmera al repòs.

Funcionamnet d'una càmera réflex quan s'està prenent una imatge

Quan es dispara, la llum continua entrant per l'objectiu, però segueix una camí diferent de l'anterior. Quan premem el botó del dispador, el mirall abatible s'eleva, de manera que la llum continúa la trajectòria recte fins que es topa amb el sensor o amb la pel·lícula, on quedarà plasmada la imatge. Com el mirall ja no està posicionat de manera que reflexi la llum cap el pentaprisme, el fotògraf deixarà de visualitzar la imatge pel visor.
La càmera analògica té un mecanisme de precisió per moure el film, que es fa de manera manual o amb un motor elèctric. La càmera numèrica ha permès suprimir aquest mecanisme i reduir considerablements el nombre de parts mòbils. L'espais del rotllo es fa servir per posar la bateria. Des dels anys 2010 es desenvolupa les càmeres sense mirall amb una mecànica encara més senzill.

## Tipus
- SLR són les sigles en anglès de Single Lens Reflex o càmera rèflex d'un sol objectiu. És la rèflex normal que acostumen a fer servir els turistes.
- TLR són les sigles en anglès de Twin Lens Reflex, o càmera rèflex de dos objectius. Tot i que aquest tipus de càmera ja és obsolet, en el seu dia va ser molt popular. Era una càmera vertical amb carret de format mitjà que tenia un vidre d'enfocament a la part superior.
- DSLR són les sigles en anglès de Digital Single Lens Reflex, o càmera rèflex digital. És la versió digital de la càmera rèflex. És una càmera d'un sol objectiu.
- MILC o la càmera sense mirall, és la darrere de la família, que ja no és un rèflex en sentit estricte, com que la imatge es transfereix al visor de manera electrònica, té totes les altres qualitats així com objectius intercanviables.[6]